# Список Героев Российской Федерации, награждённых за участие в российско-украинской войне
В настоящей таблице перечислены военнослужащие Вооружённых Сил Российской Федерации, удостоенные звания Героя России за участие в войне на Донбассе (2014—2022) и полномасштабном вторжении РФ на Украину (с 2022 года). Таблица составлена на основе открытых источников, поэтому может быть неполной.
 Серым цветом в таблице выделены удостоенные звания посмертно. 
Информация в таблице может быть отсортирована по ФИО, воинской части, званию, участию в других войнах и дате присвоения.
По состоянию на 9 сентября 2023 года — 210 военнослужащих ВС РФ, 114 из них — посмертно.

## Поимённый список
| Имя                                    | Воинская часть | Звание                          | Участие в других войнах                                                                                | Дата присвоения              | Примечания |
| -------------------------------------- | --- | ------------------------------- | --- | ---------------------------- | --- |
| Якимкин, Павел Борисович               | 6-я отдельная танковая бригада | майор                           | Борьба с терроризмом на Северном Кавказе (2009—2017)                                                   | 10 октября 2014              | Погиб 14 августа 2014. Местом смерти офицера, по данным украинских СМИ, вероятно, стали окрестности Луганского аэропорта                       |
| Лисицкий, Дмитрий Михайлович           | 247-й гвардейский десантно-штурмовой полк, командир батальонной тактической группы | майор                           | Боснийская война Дагестанская война Вторая чеченская война                                             | 22 января 2015               | Покончил с собой 26 марта 2023 в своей квартире в Ставрополе                                                                                   |
| Трундаев, Евгений Валентинович         | 200-я отдельная мотострелковая бригада, командир противотанкового взвода | старший лейтенант               | | 19 марта 2015                | Погиб 15 октября 2014 во время боёв за 32-й блокпост близ села Смелое Луганской области Украины.                                               |
| Гаджимагомедов, Нурмагомед Энгельсович | 247-й гвардейский десантно-штурмовой полк, командир роты | старший лейтенант               | Военная операция России в Сирии                                                                        | 3 марта 2022                 | Погиб 24 февраля 2022 |
| Гаспарян, Андраник Саргисович          | 126-я отдельная гвардейская бригада береговой обороны, командир | подполковник                    | Вторая чеченская война Аннексия Крыма (2014)                                                           | 3 марта 2022                 | |
| Бернгард, Алексей Борисович            | 810-я отдельная гвардейская бригада морской пехоты, заместитель командира | полковник                       | Военная операция России в Сирии                                                                        | 4 марта 2022                 | |
| Старостин, Антон Игоревич              | 126-я отдельная гвардейская бригада береговой обороны, командир танковой роты | старший лейтенант               | | 4 марта 2022                 | |
| Панкратов, Алексей Станиславович       | Командир зенитного ракетного дивизиона (подразделение не известно) | капитан                         | | 4 марта 2022                 | |
| Дудин, Виктор Анатольевич              | 23-й гвардейский истребительный авиационный полк, штурман | майор                           | Военная операция России в Сирии                                                                        | 4 марта 2022                 | |
| Жога, Владимир Артёмович               | Отдельный разведывательный батальон «Спарта», 1 АК ДНР, командир | полковник                       | | 6 марта 2022                 | Погиб 5 марта 2022 в Волновахе |
| Шишов, Денис Николаевич                | 11-я отдельная гвардейская десантно-штурмовая бригада, командир | полковник                       | | 8 марта 2022                 | |
| Гилемханов, Дамир Рашидович            | механик-водитель танка Т-72Б1 (подразделение не установлено) | ефрейтор                        | | 25 марта 2022                | Погиб 7 марта 2022 в Золотом |
| Исламов, Дамир Назирович               | командир танка Т-72Б1 (подразделение не установлено) | старший лейтенант               | | 25 марта 2022                | Погиб 7 марта 2022 в Золотом |
| Цевун, Иван Геннадьевич                | наводчик танка Т-72Б1 (подразделение не установлено) | рядовой                         | | 25 марта 2022                | Погиб 7 марта 2022 в Золотом |
| Панов, Сергей Александрович            | 21-я отдельная гвардейская мотострелковая бригада, командир разведывательного батальона | майор                           | Военная операция России в Сирии                                                                        | 28 марта 2022                | Погиб 4 марта 2022 |
| Сухарев, Сергей Владимирович           | 331-й парашютно-десантный полк, командир | полковник                       | Операция ОДКБ в Казахстане                                                                             | Март 2022                    | Погиб 15 марта 2022 в Киевской области |
| Шикин, Максим Игоревич                 | 45-я отдельная гвардейская бригада специального назначения, командир группы специального назначения | капитан                         | | 31 марта 2022                | |
| Песковой, Максим Владимирович          | командир разведывательной роты (подразделение не установлено) | старший лейтенант               | | 5 апреля 2022                | Погиб 17 марта 2022 |
| Ягидаров, Денис Сергеевич              | 31-я отдельная гвардейская десантно-штурмовая бригада, командир парашютно-десантного батальона | майор                           | Аннексия Крыма (2014)                                                                                  | 18 апреля 2022               | Погиб 23 марта 2022 в Харьковской области |
| Межуев, Денис Валериевич               | 1-й гвардейский мотострелковый полк, командир | подполковник                    | | 25 апреля 2022               | Погиб 10 апреля 2022 в Харьковской области |
| Делимханов, Адам Султанович            | командующий чеченскими силами в бою под Мариуполем | депутат Государственной Думы РФ | Вторая Чеченская война                                                                                 | 26 апреля 2022               | |
| Сорокин, Денис Михайлович              | 11-я отдельная гвардейская десантно-штурмовая бригада, командир десантно-штурмового батальона | подполковник                    | Военная операция России в Сирии                                                                        | 27 апреля 2022               | Погиб 18 марта 2022 под Мелитополем |
| Боташев, Канамат Хусеевич              | наемник ЧВК Вагнера, пилот штурмовика Су-25; по состоянию на 2021 год — заместитель председателя ДОСААФ России по Санкт-Петербургу и Ленинградской области по авиации, заместитель директора аэроклуба в г. Санкт-Петербурге   | генерал-майор ВВС в отставке    | | 1 июня 2022                  | Погиб 22 мая в районе Попасной |
| Донгак, Мерген Очур-оолович            | 55-я отдельная мотострелковая бригада, заместитель командира взвода | старший сержант                 | Военная операция России в Сирии                                                                        | 9 июня 2022                  | |
| Осокин, Алексей Николаевич             | 31-я ОДШБр, командир десантно-штурмового батальона | майор                           | Аннексия Крыма (2014) Военная операция России в Сирии                                                  | 11 июня 2022                 | Погиб 3 марта под Киевом |
| Цыдыпов, Балдан Баирович               | 5-я отдельная гвардейская танковая бригада, командир мотострелкового взвода | лейтенант                       | | 11 июня 2022                 | |
| Хамхоев, Адам Ерахович                 | 31-я отдельная гвардейская десантно-штурмовая бригада, командир десантно-штурмовой роты | капитан                         | | 27 июня 2022                 | Также награждён орденом Мужества. Племянник заместителя Министра обороны России Юнус-Бека Евкурова. Погиб 20 мая в Северодонецке.              |
| Сайфуллин, Рустам Галиевич             | 40-й инженерно-сапёрный полк, командир | полковник                       | Вторая чеченская война                                                                                 | 29 июня 2022                 | |
| Кутузов, Роман Владимирович            | 1-й Армейский корпус ДНР, командующий | генерал-лейтенант (посмертно)   | Военная операция России в Сирии                                                                        | Июнь 2022                    | Погиб 5 июня в Луганской области |
| Абачев, Эседулла Абдулмуминович        | 2-й Армейский корпус ЛНР, командующий | генерал-майор                   | Вторая чеченская война Война в Грузии (2008) Военная операция России в Сирии                           | 4 июля 2022                  | |
| Сизов, Илья Андреевич                  | заместитель командира 23-го истребительного авиационного полка 303-й смешанной авиационной дивизии | подполковник                    | Военная операция России в Сирии                                                                        | 5 июля 2022                  | |
| Старчков, Александр Иванович           | 3-я ОБрСпН, водитель автомобильного взвода роты материального обеспечения | рядовой                         | | 5 июля 2022                  | Погиб 30 апреля 2022 в Донецкой области |
| Шипицин, Олег Александрович            | 810-я отдельная гвардейская бригада морской пехоты | старший матрос                  | Гражданская война в Таджикистане Вторая чеченская война Вторая карабахская война                       | 5 июля 2022                  | Погиб 18 марта 2022 в Мариуполе |
| Калмыков Алексей Николаевич            | заместитель командира в.ч. специального назначения главного управления генерального штаба ВС РФ | майор                           | Аннексия Крыма (2014)                                                                                  | 5 июля 2022                  | Погиб 11 апреля 2022 в Мариуполе |
| Габдрахманов, Раиль Наилевич           | командир танковой роты 35-й отдельной гвардейской мотострелковой бригады | майор                           | | 15 июля 2022                 | |
| Семёнов, Дмитрий Владимирович          | заместитель командира-начальник штаба батальона, 16 обрспн. | майор                           | | 15 июля 2022                 | Погиб 28 мая 2022 в Харьковской области |
| Алаудинов, Апти Аронович               | Специальный отряд быстрого реагирования «Ахмат», командир | генерал-майор                   | Вторая Чеченская война                                                                                 | 1 августа 2022               | |
| Клещенко, Василий Петрович             | заместитель начальника Центра по войсковым испытаниям и лётно-методической работе 344-го Государственного центра боевого применения и переучивания лётного состава армейской авиации Министерства обороны Российской Федерации | полковник                       | Гражданская война в Таджикистане Вторая Чеченская война Гражданская война в Сирии                      | 6 августа 2022               | Погиб 15 апреля в Харьковской области |
| Ананичев, Александр Михайлович         | 1-й гвардейский мотострелковый полк, и. о. командира | майор                           | | 15 августа 2022              | Погиб 11 июля 2022 в Харьковской области |
| Набиев, Энвер Альбертович              | 5-я отдельная гвардейская танковая бригада, заместитель командира танкового батальона | майор                           | | 1 сентября 2022              | |
| Ефимов, Александр Александрович        | Заместитель командира роты глубинной разведки | Старший лейтенант               | | 3 сентября 2022              | Погиб 25 марта 2022 в Харьковской области |
| Досягаев, Александр Сергеевич          | 104-й гвардейский десантно-штурмовой полк, 2-й десантно-штурмовой батальон, командир | подполковник                    | Аннексия Крыма (2014) Военная операция России в Сирии                                                  | 10 сентября 2022             | Погиб 25 мая 2022 |
| Стефанов, Александр Иванович           | 104-й гвардейский десантно-штурмовой полк, парашютно-десантный батальон, командир | подполковник                    | Военная операция России в Сирии                                                                        | 14 сентября 2022             | Погиб 31 мая 2022 в Луганской области |
| Нагин, Алексей Юрьевич                 | Группа Вагнера, командир штурмовой группы | наёмник                         | Вторая Чеченская война Война в Грузии Третья Гражданская война в Ливии Военная операция России в Сирии | 24 сентября 2022             | Погиб 20 сентября на Бахмутском направлении |
| Мищенко, Алексей Леонидович            | 17-й отдельный отряд «Эдельвейс» Росгвардии | майор                           | | Сентябрь 2022                | |
| Михеев, Борис Владимирович             | в/ч 92154 — Центр специального назначения «Сенеж» ССО ГОУ ГШ ВС РФ, командир группы специального назначения | подполковник                    | Гражданская война в Сирии                                                                              | 9 ноября 2022                | Умер в госпитале от полученных 4 августа 2022 ран                                                                                              |
| Сукуев, Виталий Владимирович           | 108-й гвардейский десантно-штурмовой полк, командир | полковник                       | Военная операция России в Сирии                                                                        | 14 ноября 2022               | Погиб 28 сентября на Херсонском направлении |
| Дорохин, Владислав Александрович       | 810-я отдельная гвардейская бригада морской пехоты | матрос                          | | 20 ноября 2022               | Погиб 21 июня на Угледарском направлении |
| Норполов, Эдуард Доржиевич             | 14-я отдельная гвардейская бригада специального назначения, командир группы спецназначения | старший лейтенант               | | 14 декабря 2022              | Погиб 5 октября 2022 в Харьковской области |
| Тамазов, Тимур Мухамедович             | 76-я гвардейская десантно-штурмовая дивизия, командир сводного штурмового отряда «Шторм» | капитан                         | Военная операция России в Сирии                                                                        | 14 декабря 2022              | 11 сентября 2022 был тяжело ранен в бою в районе Костромки. Умер в больнице 17 сентября от полученных ран.                                     |
| Матвеев, Тимофей Александрович         | 76-я гвардейская десантно-штурмовая дивизия, механик-водитель танка 124-го отдельного танкового батальона | ефрейтор                        | | 19 декабря 2022              | |
| Шуваев, Георгий Иванович               | 1-я гвардейская танковая армия, начальник отдела ракетных войск и артиллерии | полковник                       | | Декабрь 2022                 | Погиб 1 октября 2022 |
| Сафин, Алмаз Минигалеевич              | 237-й гвардейский десантно-штурмовой полк, разведчик-оператор роты | старшина                        | Военная операция России в Сирии                                                                        | 16 января 2023               | Погиб 14 января в Кременной |
| Кривов, Павел Викторович               | 137-й гвардейский парашютно-десантный полк, командир 1-го парашютно-десантного батальона | подполковник                    | Военная операция России в Сирии                                                                        | 17 января 2023               | Погиб 9 сентября 2022 в Балаклее |
| Аплеталин, Максим Сергеевич            | 25-й отдельный полк спецназа, командир разведывательной роты батальона специального назначения | майор                           | Военная операция России в Сирии                                                                        | 30 марта 2023                | Погиб 27 ноября 2022 в Луганской области |
| Петров, Николай Алексеевич             | 136-я отдельная гвардейская мотострелковая бригада | старший лейтенант               | | 7 июня 2023                  | Погиб 15 марта 2023 под Авдеевкой |
| Воробьёв, Роман Александрович          | батальон «Сомали», командир 1-й штурмовой роты | капитан                         | | 9 июня 2023                  | Погиб 5 июня 2023 в Водяном |
| Магасумов, Ирек Ильдусович             | 74-я отдельная гвардейская мотострелковая бригада, заместитель командира бригады | подполковник                    | | 13 июля 2023                 | |
| Цоков, Олег Юрьевич                    | заместитель командующего Южного военного округа | генерал-лейтенант               | Первая чеченская война Вторая чеченская война Гражданская война в Сирии                                | 19 июля 2023                 | Погиб 11 июля 2023 в результате украинского удара ракетами Storm Shadow по гостинице «Дюна» на территории «Приазовкурорта» на Бердянской косе. |
| Леваков, Александр Сергеевич           | 127-я мотострелковая дивизия, командир танкового взвода | лейтенант                       | Вторая чеченская война                                                                                 | 23 августа 2023              | |
| Гудков, Михаил Евгеньевич              | 155-я отдельная гвардейская бригада морской пехоты, командир | полковник, генерал-майор        | Гражданская война в Сирии                                                                              | 20 октября 2023, 6 июля 2025 | Погиб 2 июля 2025 в Курской области |